# Calificările pentru Campionatul Mondial de Fotbal 2014 (UEFA) – Grupa H
Grupa H din Calificările pentru Campionatul Mondial de Fotbal 2014 (UEFA) a fost o grupă din zona de calificări UEFA pentru Campionatul Mondial de Fotbal 2014. Din grupă au făcut parte Anglia, Muntenegru, Ucraina, Polonia, Moldova și San Marino.
Câștigătoarea grupei, Anglia, s-a calificat direct la Campionatul Mondial de Fotbal 2014. Cea de-a doua clasată, Ucraina, s-a calificat la barajul pentru accederea la Campionatul Mondial de Fotbal 2014.

## Clasament
| Echipa            | MJ | V | E | Î  | GM | GP | DG  | Pct |
| ----------------- | -- | - | - | -- | -- | -- | --- | --- |
| Anglia            | 10 | 6 | 4 | 0  | 31 | 4  | +27 | 22  |
| Ucraina           | 10 | 6 | 3 | 1  | 28 | 4  | +24 | 21  |
| Muntenegru        | 10 | 4 | 3 | 3  | 18 | 17 | +1  | 15  |
| Polonia           | 10 | 3 | 4 | 3  | 18 | 12 | +6  | 13  |
| Republica Moldova | 10 | 3 | 2 | 5  | 12 | 17 | −5  | 11  |
| San Marino        | 10 | 0 | 0 | 10 | 1  | 54 | −53 | 0   |

|                   | Anglia | Republica Moldova | Muntenegru | Polonia | San Marino | Ucraina |
| ----------------- | ------ | ----------------- | ---------- | ------- | ---------- | ------- |
| Anglia            | —      | 4–0               | 4–1        | 2–0     | 5–0        | 1–1     |
| Republica Moldova | 0–5    | —                 | 0–1        | 1–1     | 3–0        | 0–0     |
| Muntenegru        | 1–1    | 2–5               | —          | 2–2     | 3–0        | 0–4     |
| Polonia           | 1–1    | 2–0               | 1–1        | —       | 5–0        | 1–3     |
| San Marino        | 0–8    | 0–2               | 0–6        | 1–5     | —          | 0–8     |
| Ucraina           | 0–0    | 2–1               | 0–1        | 1–0     | 9–0        | —       |

## Meciuri
Programul meciurilor a fost determinat la întrunirea de pe 23 noiembrie 2011, din Varșovia, Polonia.
| Muntenegru                | 2–2    | Polonia                                   |
| ------------------------- | ------ | ----------------------------------------- |
| Drinčić 27' Vučinić 45+2' | Report | Błaszczykowski 6' (pen.) Mierzejewski 55' |

| Republica Moldova | 0–5    | Anglia                                                 |
| ----------------- | ------ | ------------------------------------------------------ |
|                   | Report | Lampard 4' (pen.), 29' Defoe 32' Milner 74' Baines 83' |

| San Marino | 0–6    | Muntenegru                                                    |
| ---------- | ------ | ------------------------------------------------------------- |
|            | Report | Đorđević 24' Bećiraj 26', 51' Zverotić 69' Delibašić 78', 82' |

| Polonia                                  | 2–0    | Republica Moldova |
| ---------------------------------------- | ------ | ----------------- |
| Błaszczykowski 33' (pen.) Wawrzyniak 81' | Report |                   |

| Anglia             | 1–1    | Ucraina         |
| ------------------ | ------ | --------------- |
| Lampard 87' (pen.) | Report | Konoplyanka 39' |

| Republica Moldova | 0–0    | Ucraina |
| ----------------- | ------ | ------- |
|                   | Report |         |

| Anglia                                                         | 5–0    | San Marino |
| -------------------------------------------------------------- | ------ | ---------- |
| Rooney 35' (pen.), 70' Welbeck 37', 72' Oxlade-Chamberlain 77' | Report |            |

| Ucraina | 0–1    | Muntenegru     |
| ------- | ------ | -------------- |
|         | Report | Damjanović 45' |

| San Marino | 0–2    | Republica Moldova            |
| ---------- | ------ | ---------------------------- |
|            | Report | Dadu 72' (pen.) Epureanu 78' |

| Polonia  | 1–1    | Anglia     |
| -------- | ------ | ---------- |
| Glik 70' | Report | Rooney 31' |

| Muntenegru                      | 3–0    | San Marino |
| ------------------------------- | ------ | ---------- |
| Delibašić 14', 31' Zverotić 68' | Report |            |

| Republica Moldova | 0–1    | Muntenegru  |
| ----------------- | ------ | ----------- |
|                   | Report | Vučinić 78' |

| Polonia      | 1–3    | Ucraina                             |
| ------------ | ------ | ----------------------------------- |
| Piszczek 18' | Report | Yarmolenko 2' Husyev 7' Zozulya 45' |

| San Marino | 0–8    | Anglia |
| ---------- | ------ | --- |
|            | Report | Della Valle 12' (o.g.) Oxlade-Chamberlain 29' Defoe 34', 77' Young 39' Lampard 42' Rooney 54' Sturridge 70' |

| Ucraina                       | 2–1    | Republica Moldova |
| ----------------------------- | ------ | ----------------- |
| Yarmolenko 61' Khacheridi 70' | Report | Suvorov 80'       |

| Polonia                                                                      | 5–0    | San Marino |
| ---------------------------------------------------------------------------- | ------ | ---------- |
| Lewandowski 21' (pen.), 50' (pen.) Piszczek 28' Teodorczyk 60' Kosecki 90+2' | Report |            |

| Muntenegru     | 1–1    | Anglia    |
| -------------- | ------ | --------- |
| Damjanović 76' | Report | Rooney 6' |

| Republica Moldova | 1–1    | Polonia           |
| ----------------- | ------ | ----------------- |
| Sidorenco 36'     | Report | Błaszczykowski 6' |

| Muntenegru | 0–4    | Ucraina                                               |
| ---------- | ------ | ----------------------------------------------------- |
|            | Report | Harmash 51' Konoplyanka 77' Fedetskiy 84' Bezus 90+3' |

| Ucraina | 9–0    | San Marino |
| --- | ------ | ---------- |
| Dević 11' Seleznyov 26' Edmar 32' Khacheridi 45', 54' Konoplyanka 50' Bezus 63' Fedetskiy 74' Rakytskiy 90+3' | Report |            |

| Polonia         | 1–1    | Muntenegru     |
| --------------- | ------ | -------------- |
| Lewandowski 16' | Report | Damjanović 11' |

| Anglia                                     | 4–0    | Republica Moldova |
| ------------------------------------------ | ------ | ----------------- |
| Gerrard 12' Lambert 26' Welbeck 45+1', 50' | Report |                   |

| San Marino      | 1–5    | Polonia                                                           |
| --------------- | ------ | ----------------------------------------------------------------- |
| Della Valle 22' | Report | Zieliński 10', 66' Błaszczykowski 23' Sobota 34' Mierzejewski 75' |

| Ucraina | 0–0    | Anglia |
| ------- | ------ | ------ |
|         | Report |        |

| Republica Moldova             | 3–0    | San Marino |
| ----------------------------- | ------ | ---------- |
| Frunză 55' Sidorenco 59', 89' | Report |            |

| Ucraina        | 1–0    | Polonia |
| -------------- | ------ | ------- |
| Yarmolenko 64' | Report |         |

| Anglia                                                             | 4–1    | Muntenegru     |
| ------------------------------------------------------------------ | ------ | -------------- |
| Rooney 48' Bošković 62' (o.g.) Townsend 78' Sturridge 90+3' (pen.) | Report | Damjanović 71' |

| Anglia                 | 2–0    | Polonia |
| ---------------------- | ------ | ------- |
| Rooney 41' Gerrard 88' | Report |         |

| Muntenegru                | 2–5    | Republica Moldova                                    |
| ------------------------- | ------ | ---------------------------------------------------- |
| Jovetić 55' (pen.), 90+1' | Report | Antoniuc 28', 89' Armaș 62' Sidorenco 64' Ioniță 73' |

| San Marino | 0–8    | Ucraina                                                                                    |
| ---------- | ------ | ------------------------------------------------------------------------------------------ |
|            | Report | Seleznyov 13' (pen.), 18' Dević 15', 51', 57' (pen.) Yarmolenko 55' Bezus 65' Mandzyuk 80' |

Notes
1. ↑  Poland v England was originally to be played on 16 October 2012, 21:00 local time, but was postponed to the next day due to torrential rain rendering the pitch unplayable.[3]

## Marcatori
S-au marcat 108 goluri în 30 de meciuri, cu o medie de 3,60 goluri per meci.
7 goluri
| - Wayne Rooney |

4 goluri
| - Frank Lampard - Danny Welbeck - Eugen Sidorenco | - Andrija Delibašić - Dejan Damjanović - Jakub Błaszczykowski | - Andriy Yarmolenko - Marko Dević |

3 goluri
| - Jermain Defoe - Robert Lewandowski | - Yevhen Khacheridi - Yevhen Konoplyanka | - Yevhen Seleznyov - Roman Bezus |

2 goluri
| - Steven Gerrard - Daniel Sturridge - Alex Oxlade-Chamberlain - Alexandru Antoniuc | - Fatos Bećiraj - Stevan Jovetić - Mirko Vučinić - Elsad Zverotić | - Adrian Mierzejewski - Łukasz Piszczek - Piotr Zieliński - Artem Fedetskiy |

1 gol
| - Leighton Baines - Rickie Lambert - James Milner - Andros Townsend - Ashley Young - Igor Armaș - Serghei Dadu - Alexandru Epureanu - Viorel Frunză | - Artur Ioniță - Alexandru Suvorov - Luka Đorđević - Nikola Drinčić - Kamil Glik - Jakub Kosecki - Waldemar Sobota - Łukasz Teodorczyk | - Jakub Wawrzyniak - Alessandro Della Valle - Edmar - Denys Harmash - Oleh Husyev - Vitaliy Mandzyuk - Yaroslav Rakytskiy - Roman Zozulya |

1 autogol
| - Branko Bošković (vs. Anglia) | - Alessandro Della Valle (vs. Anglia) |  |

## Disciplină
| Poz. | Jucător                | Țara              | Cartonaș galben | Cartonaș roșu | Suspendat pentru meci(uri)                                          | Motiv                       |
| ---- | ---------------------- | ----------------- | --------------- | ------------- | ------------------------------------------------------------------- | --------------------------- |
| F    | Savo Pavićević         | Muntenegru        | 4               | 2             | vs San Marino (11 septembrie 2012) vs Polonia (6 septembrie 2013)   | Eliminat                    |
| M    | Alexandru Gațcan       | Republica Moldova | 5               | 1             | vs Ucraina (26 martie 2013) vs Muntenegru (15 octombrie 2013)       | Eliminat Cumul de cartonașe |
| M    | Steven Gerrard         | Anglia            | 2               | 1             | vs San Marino (12 octombrie 2012)                                   | Eliminat                    |
| M    | Milorad Pekovic        | Muntenegru        | 2               | 1             | vs Anglia (26 martie 2013)                                          | Eliminat                    |
| M    | Vladimir Volkov        | Muntenegru        | 3               | 1             | vs Polonia (6 septembrie 2013)                                      | Eliminat                    |
| A    | Roman Zozulya          | Ucraina           | 0               | 1             | vs San Marino (6 septembrie 2013)                                   | Eliminat                    |
| M    | Ludovic Obraniak       | Polonia           | 0               | 1             | vs Moldova (11 septembrie 2012)                                     | Eliminat                    |
| M    | Taras Stepanenko       | Ucraina           | 2               | 1             | vs Muntenegru (7 iunie 2013)                                        | Eliminat                    |
| A    | Mirko Vučinić          | Muntenegru        | 4               | 0             | vs San Marino (14 noiembrie 2012) vs Anglia (11 octombrie 2013)     | Cumul de cartonașe          |
| F    | Glen Johnson           | Anglia            | 3               | 0             | vs San Marino (12 octombrie 2012)                                   | Cumul de cartonașe          |
| F    | Davide Simoncini       | San Marino        | 5               | 0             | vs Muntenegru (14 noiembrie 2012) vs Polonia (10 septembrie 2013)   | Cumul de cartonașe          |
| M    | Eugen Polanski         | Polonia           | 3               | 0             | vs Ucraina (22 martie 2013)                                         | Cumul de cartonașe          |
| M    | Ruslan Rotan           | Ucraina           | 3               | 0             | vs Moldova (26 martie 2013)                                         | Cumul de cartonașe          |
| F    | Yevhen Khacheridi      | Ucraina           | 4               | 0             | vs Muntenegru (16 octombrie 2012) vs San Marino (15 octombrie 2013) | Cumul de cartonașe          |
| F    | Fabio Vitaioli         | San Marino        | 3               | 0             | vs Muntenegru (14 noiembrie 2012)                                   | Cumul de cartonașe          |
| F    | Yevhen Selin           | Ucraina           | 2               | 0             | vs Polonia (22 martie 2013)                                         | Cumul de cartonașe          |
| F    | Savo Pavićević         | Muntenegru        | 2               | 0             | vs Anglia (26 martie 2013)                                          | Cumul de cartonașe          |
| M    | Denys Garmash          | Ucraina           | 2               | 0             | vs Moldova (26 martie 2013)                                         | Cumul de cartonașe          |
| M    | Michele Cervellini     | San Marino        | 4               | 0             | vs Polonia (26 martie 2013)                                         | Cumul de cartonașe          |
| M    | Serghei Gheorghiev     | Republica Moldova | 3               | 0             | vs Polonia (7 June 2013)                                            | Cumul de cartonașe          |
| M    | Mitar Novaković        | Muntenegru        | 2               | 0             | vs Ucraina (7 June 2013)                                            | Cumul de cartonașe          |
| F    | Alessandro Della Valle | San Marino        | 4               | 1             | vs Ucraina (6 septembrie 2013)                                      | Cumul de cartonașe          |
| F    | Kamil Glik             | Polonia           | 2               | 0             | vs San Marino (10 septembrie 2013)                                  | Cumul de cartonașe          |
| A    | Danny Welbeck          | Anglia            | 2               | 0             | vs Ucraina (10 septembrie 2013)                                     | Cumul de cartonașe          |
| F    | Gianluca Bollini       | San Marino        | 2               | 0             | vs Moldova (11 octombrie 2013)                                      | Cumul de cartonașe          |
| A    | Matteo Vitaioli        | San Marino        | 3               | 0             | vs Moldova (11 octombrie 2013)                                      | Cumul de cartonașe          |
| M    | Lorenzo Buscarini      | San Marino        | 2               | 0             | vs Moldova (11 octombrie 2013)                                      | Cumul de cartonașe          |
| F    | Oleksandr Kucher       | Ucraina           | 2               | 0             | vs Polonia (11 octombrie 2013)                                      | Cumul de cartonașe          |
| M    | Enrico Cibelli         | San Marino        | 2               | 0             | vs Ucraina (15 octombrie 2013)                                      | Cumul de cartonașe          |
| M    | Alex Gasperoni         | San Marino        | 2               | 0             | vs Ucraina (15 octombrie 2013)                                      | Cumul de cartonașe          |
| F    | Kyle Walker            | Anglia            | 2               | 0             | vs Polonia (15 octombrie 2013)                                      | Cumul de cartonașe          |
| F    | Łukasz Szukała         | Polonia           | 2               | 0             | vs Anglia (15 octombrie 2013)                                       | Cumul de cartonașe          |

## Spectatori
| Echipa            | Maximă | Minimă | Medie  |
| ----------------- | ------ | ------ | ------ |
| Anglia            | 86,645 | 61,607 | 72,118 |
| Republica Moldova | 12,500 | 9,000  | 10,667 |
| Muntenegru        | 13,000 | 7,158  | 10,079 |
| Polonia           | 55,565 | 26,145 | 42,930 |
| San Marino        | 4,980  | 736    | 2,554  |
| Ucraina           | 69,890 | 31,000 | 45,150 |